# Karyenda
Le karyenda est un tambour traditionnel africain. C'était le principal symbole du Burundi et de son roi Mwami  et avait un statut semi-divin. On disait que le Mwami interprétait les coups du karyenda comme des règles pour le royaume. 

## Histoire

Drapeau du Royaume du Burundi avec un karyenda au milieu.

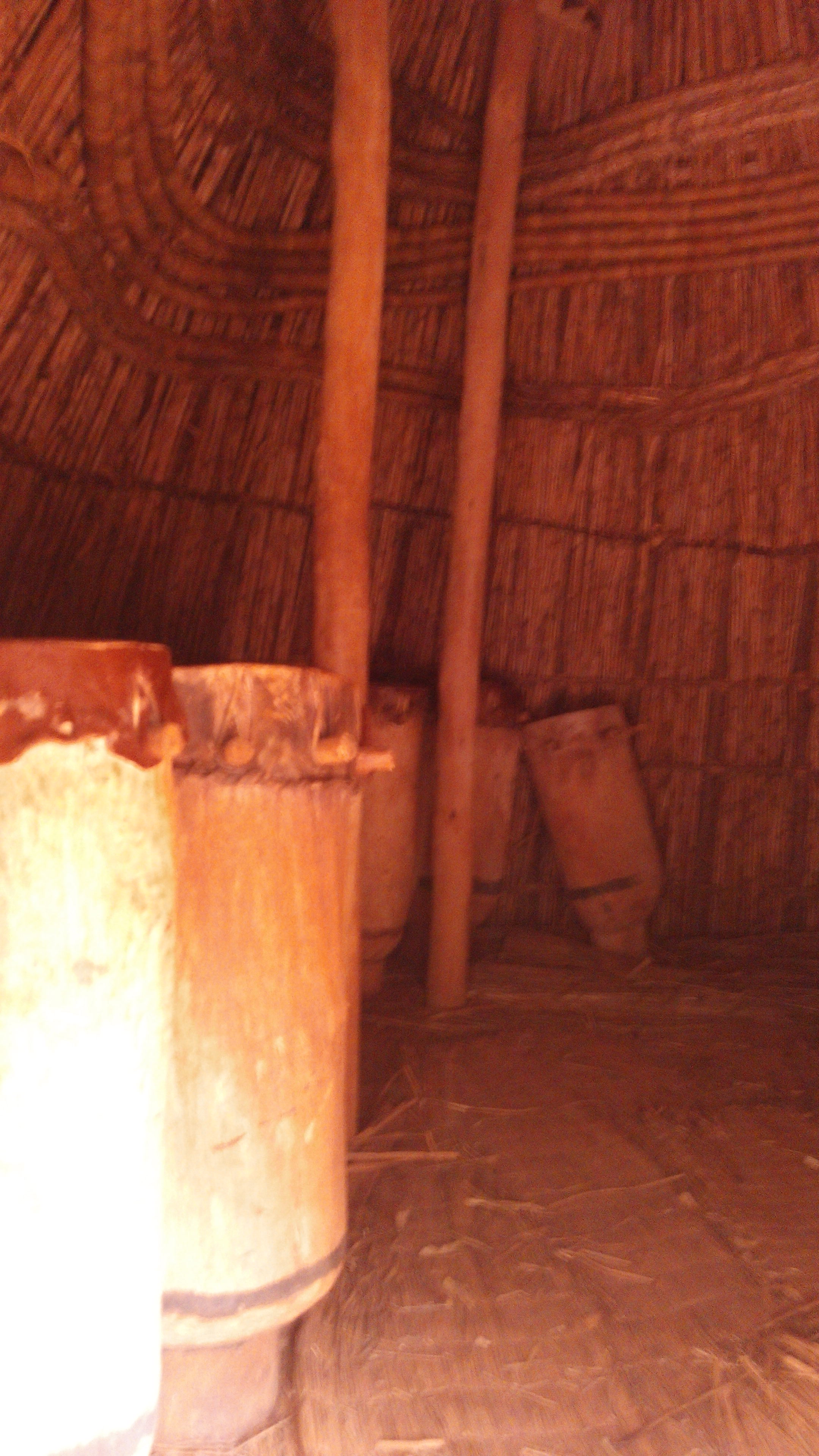
Une maison de tambours

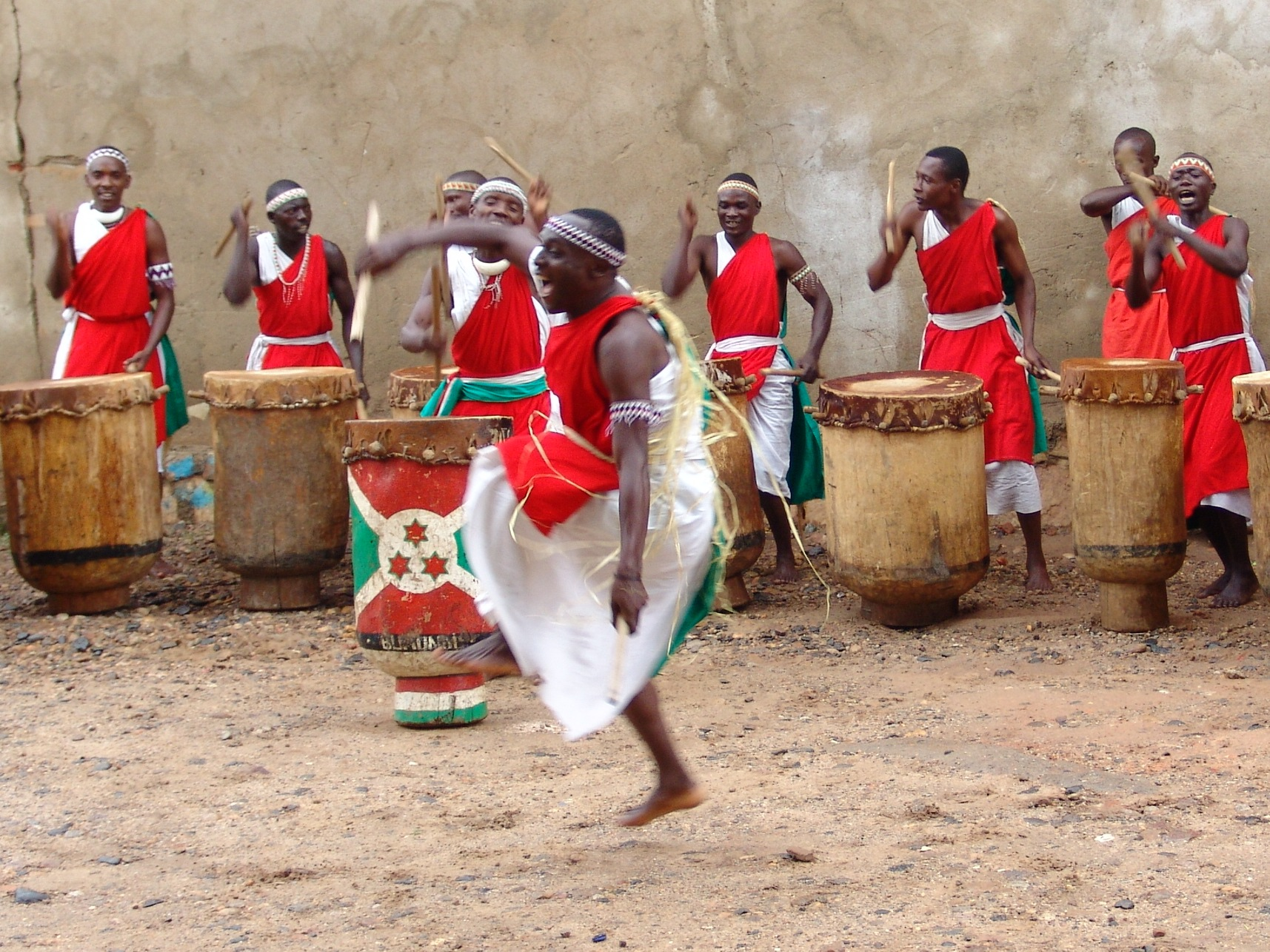
Les percussionnistes traditionnels burundais

Lorsque le Burundi a obtenu son indépendance de la Belgique en 1962, le karyenda était le symbole du drapeau national et de ses armoiries de 1962 à 1966. Il a été remplacé après l’établissement de la république. Traditionnellement, les chants et danses folkloriques les plus importants étaient exécutés pour vanter les vertus de la royauté. L'un des festivals majeurs était l'Umuganuro (rn) annuel (festival du sorgho ), qui était une immense démonstration de faste, de festivités et de danses pour la cour-royale. Depuis la chute de la monarchie en 1966, et surtout après le massacre des Hutus en 1972, ces expressions culturelles ont décliné.
Le deuxième tambour le plus important était le rukinzo. Il accompagnait le mwami partout où il allait.
Les tambours, malgré de nombreux bouleversements, sont restés populaires et sont toujours vénérés. Les anciennes familles qui étaient gardiennes des tambours ont essayé de maintenir vivantes les anciennes traditions. Certains ont un rayonnement international, comme les Royal Drummers of Burundi (en) , ou L. Ndoricimpa et C. Guillet, qui ont enregistrés Les Tambours du Burundi en 1983.

## Symbolisme
En tant qu’objets sacrés, les tambours étaient bien plus que de simples instruments de musique. Ils étaient utilisés lors de rituels, comme l' umuganuro, ou pour des circonstances particulières. Les événements majeurs pour le roi, tels que les couronnements royaux, les funérailles et les mariages, étaient annoncés par les tambours. Le battement des tambours signalait également certains rites, comme le moment où le mwami se levait le matin ou se retirait le soir.
Les tambours portaient différents noms, tels que « dispensateur de paix » ou « dame de la terre ».
L'Ordre Royal de Karyenda et l'Ordre Royal de Rukinzo ont été fondés par le Roi Mwambutsa IV du Burundi le 1er juillet 1962. L'Ordre de Karyanda était l'ordre principal du royaume et était divisé en cinq classes,. 

## Sanctuaires
Les tambours étaient normalement conservés dans des sanctuaires de tambours. Il s’agissait d’un réseau dense de hauts lieux, ainsi que de centres de pouvoir politique et religieux dans le Burundi précolonial. Les sanctuaires étaient gardés principalement par des familles hutues, qui étaient les seules autorisées par le roi à fabriquer, jouer et conserver les tambours ou à les apporter à la cour pour une occasion particulière. On les appelait abatimbo, ce qui signifie en kirundi les batteurs « qui frappent fort ». Un tambour sacré trônait dans chaque sanctuaire et était gardé par des serviteurs. Il y avait aussi des ingendanyi (tambours mineurs) et un ensemble de tambours qui étaient joués avec les tambours principaux.
Certains des principaux sanctuaires des tambours étaient : la colline de Gishora (en), près de Gitega ; la colline de Higiro, également près de Gitega ; la colline de Magamba ; et Banga.